# Psychotria aquatilis
Psychotria aquatilis är en måreväxtart som beskrevs av Elmer Drew Merrill och Lily May Perry. Psychotria aquatilis ingår i släktet Psychotria och familjen måreväxter.

## Underarter
Arten delas in i följande underarter:
- P. a. aquatilis
- P. a. divaricatus